# Upelluri
Upelluri je bil  "sanjajoči bog" v huritski mitologiji.
V Zgodbi o Ullikumiju je bog Kumarbi na njegove rame postavil kamnitega giganta Ullikummija, ki je hitro zrasel do neba. Speči Upelluri tega bremena sploh ni občutil. 
Upelluri je primerljiv z Atlasom iz grške mitologije. Njegov hetitski dvojnik je bil bog Unelluris, gorski bog, ki je na svojih ramenih nosil zahodni rob neba.

## Vira
- Volkert Haas. Geschichte der hethitischen Religion (= Handbuch der Orientalistik. Band 1,15). Brill, Leiden, 1994. str. 136 ISBN 978-9-004-09799-5.
- Volkert Haas. Die hethitische Literatur. Walter de Gruyter, Berlin 2006, ISBN 978-3-11-018877-6.